# Uromastyx acanthinura
Espèce
Synonymes
- Uromastrix richii Gray, 1825
- Uromastix acanthinurus nigerrimus Hartert, 1913

Statut CITES
Uromastyx acanthinura est une espèce de sauriens de la famille des Agamidae.

## Répartition
Cette espèce se rencontre en Mauritanie, au Maroc, en Algérie, en Tunisie, en Libye, en Égypte, au Soudan, au Tchad, au Niger et au Mali.

## Publication originale
- Bell, 1825 : Description of a new species of Lizard. Zoological Journal, London, vol. 1, p. 457-460 (texte intégral).